# Айланд Парк
Айланд Парк (на английски: Island Park) е град в окръг Фримонт, щата Айдахо, САЩ. Айланд Парк е с население от 215 жители (2000) и обща площ от 19,3 km². Намира се на 1918 m надморска височина. ЗИП кодът му е 83429, 83433, а телефонният му код е 208.